# Drepanosticta dupophila
Drepanosticta dupophila är en trollsländeart som beskrevs av Maurits Anne Lieftinck 1933. Drepanosticta dupophila ingår i släktet Drepanosticta och familjen Platystictidae. Inga underarter finns listade i Catalogue of Life.